# الألعاب الأولمبية الشتوية 2026
دورة الألعاب الأولمبية الشتوية، والمعروفة رسميا باسم دورة الألعاب الأولمبية الشتوية السادسة والعشرين، ومن المفترض أن تنعقد هذه النسخة من المسابقات الشتوية في مدينة ميلان الإيطالية بعد أن حسم المنافسة بينها وبين مدينة ستوكهولم السويدية.
ومن المقرر أن تحمل شعار: نحلم معا وهو بالإيطالي: Sogniamo Insieme